# Charles F. Gumm Jr.
Charles Francis Gumm Jr. (Spokane, 29 de octubre de 1920-Suffolk, 1 de marzo de 1944) fue un as de la aviación estadounidense en el 354th Fighter Group y el primer piloto en obtener una victoria aérea en el North American P-51 Mustang.

## Primeros años de vida
Gumm nació en 1920 en Spokane, Washington. Era pariente de la actriz Judy Garland. Después de graduarse de la escuela secundaria John R. Rogers en 1939, asistió a la Universidad Gonzaga para realizar estudios superiores.

## Carrera militar
Después de la entrada de Estados Unidos en la Segunda Guerra Mundial después del ataque a Pearl Harbor el 7 de diciembre de 1941, Gumm abandonó sus estudios en Gonzaga y se alistó en el Programa de Cadetes de Aviación de las Fuerzas Aéreas del Ejército de Estados Unidos en enero de 1942. Obtuvo sus alas y la comisión como teniente segundo en septiembre de 1942. En el mismo año se casó con Muriel Wiley, con quien tendría una hija.

### Segunda Guerra Mundial

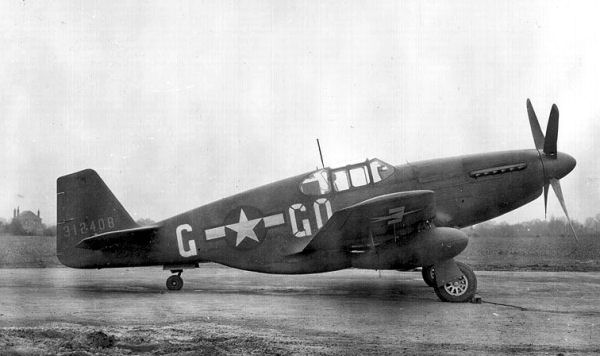
P-51B Mustang del 355.º Escuadrón de Cazas.

Gumm fue asignado al 355th Fighter Squadron del 354th Fighter Group. En noviembre de 1943, el 354 FG llegó al Reino Unido y fue asignado a la RAF Boxted, donde el grupo recibió los P-51B Mustang, convirtiéndose en el primer grupo de combate en volar el P-51 en combate aéreo el 11 de diciembre, cuando volaron una misión de escolta de bombarderos de largo alcance sobre Bremen, Alemania. El 16 de diciembre de 1943, el 354.º FG volvió a realizar una misión de escolta de bombarderos sobre Bremen. Durante la misión, Gumm y su vuelo se encontraron con cuatro Messerschmitt Bf 110 que intentaban atacar a los bombarderos. Gumm se acercó a los Bf 110 y derribó uno de ellos, convirtiéndose en el primer piloto en obtener una victoria aérea en el P-51. También dañó un Junkers Ju 88 en la misma misión.

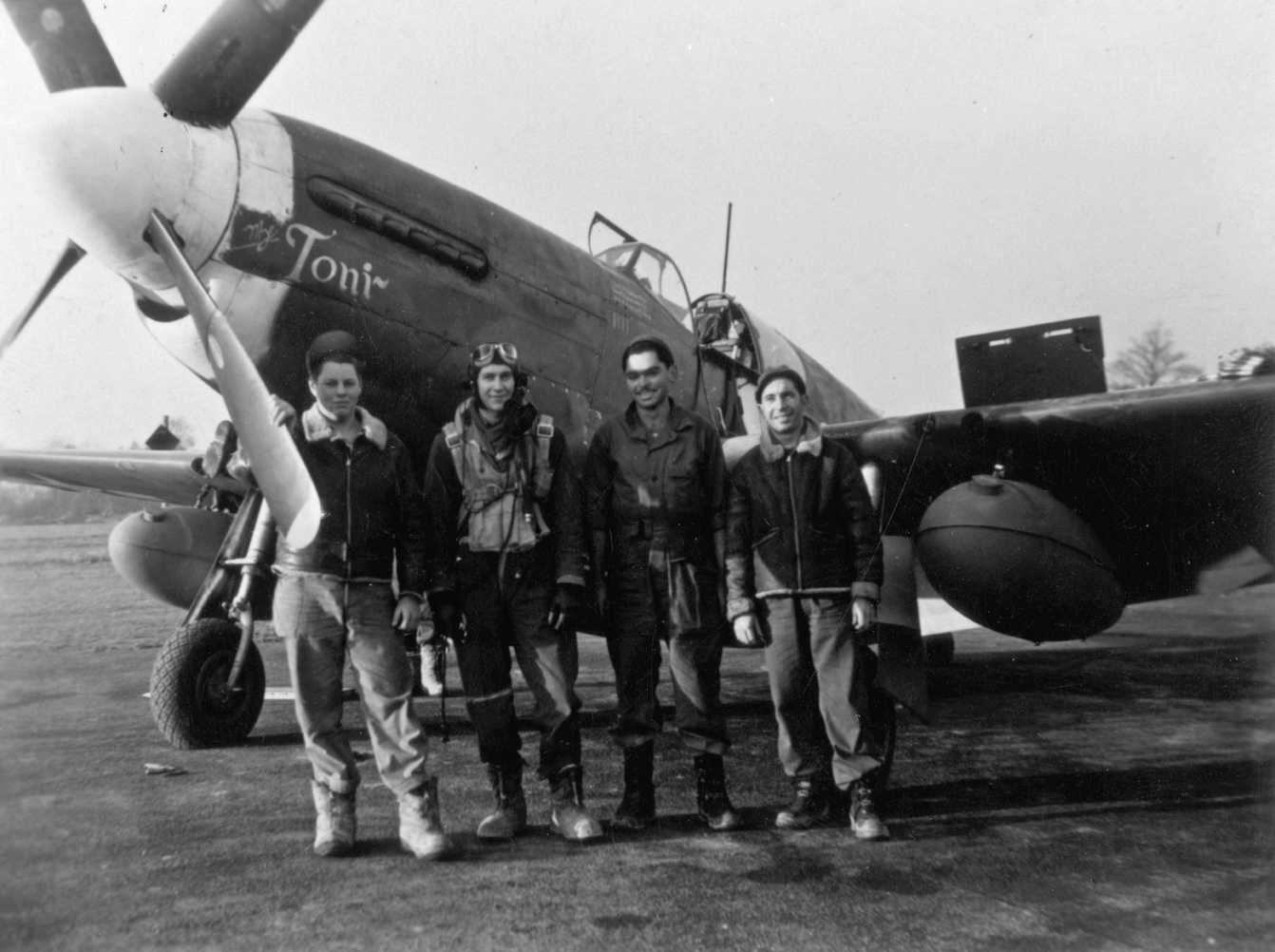
Gumm (segundo desde la izquierda) y sus jefes de equipo junto a su P-51B 'My Toni'.

El 29 de enero de 1944, Gumm derribó un Messerschmitt Bf 109 sobre Frankfurt, Alemania, su segunda victoria aérea. El 11 de febrero, derribó un Messerschmitt Me 410 y un Ju 88 sobre Frankfurt, lo que elevó su total a cuatro victorias aéreas. El 21 de febrero, durante una escolta de bombarderos sobre Brunswick, Alemania, Gumm derribó un Bf 110, su quinta victoria aérea y se convirtió en el primer as volador del 354 FG y en el P-51. El 25 de febrero derribó un Bf 109 sobre Múnich, su sexta y última victoria aérea.
A Gumm se le atribuyó la destrucción de 6 aviones enemigos en combate aéreo más 2 probables y 8 dañados en combate aéreo. Mientras servía con el 354.° FG, su P-51 recibió el nombre de su esposa e hija, con el nombre de «My Toni».

### Muerte

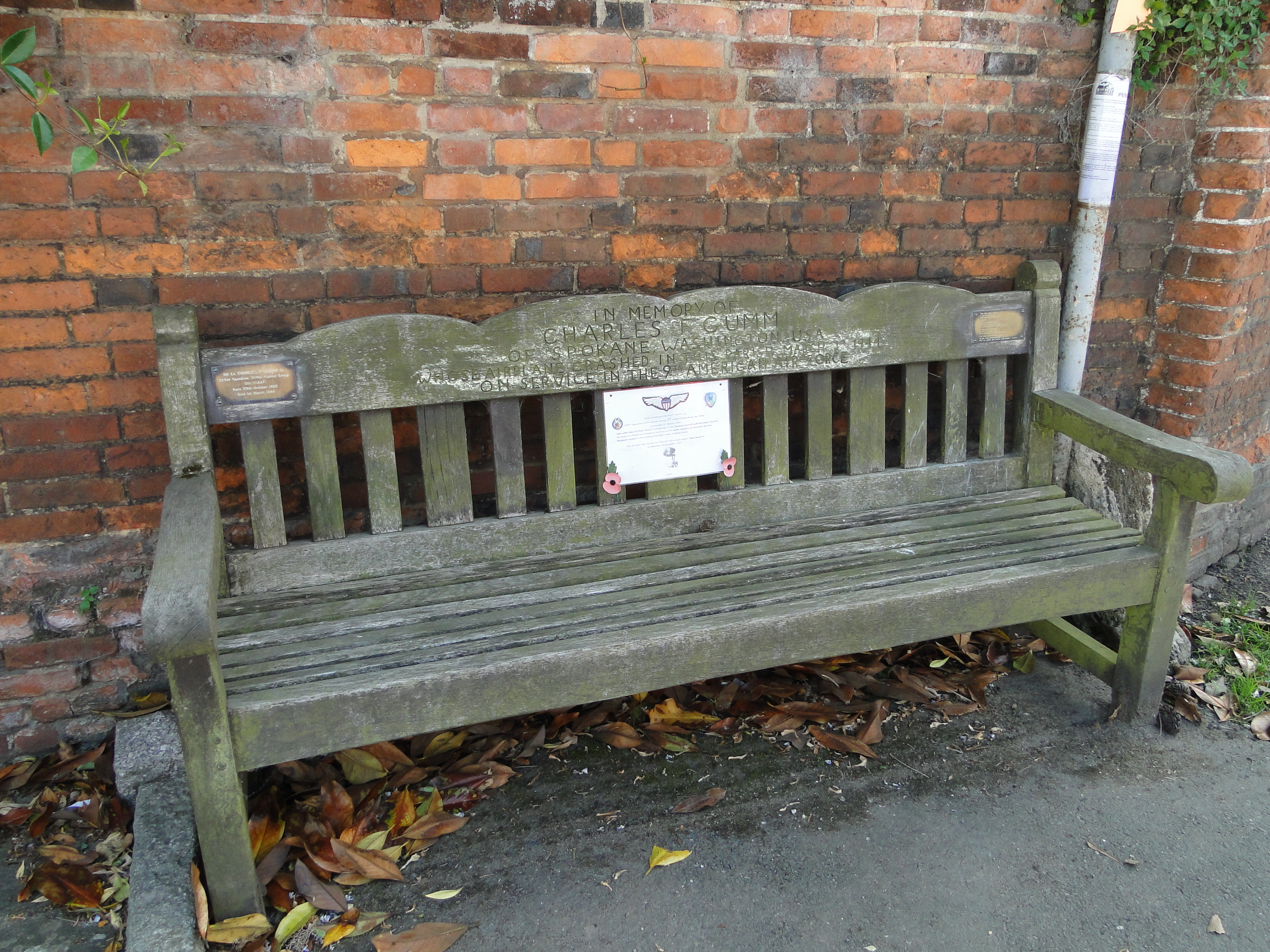
Banco conmemorativo en honor a Gumm en el patio de la iglesia de St. James en Nayland-with-Wissington.

El 1 de marzo de 1944, Gumm despegó de la RAF Boxted para realizar un vuelo de entrenamiento en su P-51. Momentos después, su avión encontró problemas en el motor. Gumm tuvo la oportunidad de rescatar, pero mientras volaba sobre la ciudad inglesa de Nayland, no quería ser responsable de las bajas civiles si su P-51 se estrellaba. Permaneció en su aeronave averiada y mientras la guiaba hacia un campo abierto, voló demasiado bajo y chocó contra un árbol. El P-51 dio una voltereta lateral, arrojando a Gumm de la cabina y matándolo. Fue enterrado en Greenwood Memorial Terrace en Spokane, Washington. En honor a la valentía de Gumm, los residentes de Nayland instalaron un banco en honor a Gumm. El banco consta de dos placas de latón con el poema «The Life That I Have» de Leo Marks en el patio de la iglesia St. James en Nayland-with-Wissington. En 2001, en el 57.º aniversario de la muerte de Gumm, se erigió un nuevo banco en su honor cerca del monumento a los caídos en el centro de Nayland.